# ハンドメイズ・テイル/侍女の物語
『ハンドメイズ・テイル/侍女の物語』(原題：The Handmaid's Tale)は、1985年のマーガレット・アトウッドの小説『侍女の物語』を原作として製作された、2017年に始まるアメリカ合衆国のディストピア・テレビドラマシリーズである。ストリーミングサービスHuluにより製作・配信されている。

## 概要
シリーズは、架空の第二次アメリカ内戦によって新たに成立した全体主義国家を舞台に、出生率が異常に低下して一部の女性が"侍女"と呼ばれ性と生殖の奉仕を強制される近未来のディストピアを描いている。
シーズン1の最初の3話は2017年4月26日に配信開始され、残りの7話は週に1話ずつ配信された。2017年5月にシーズン2の製作が発表され、2018年4月25日から週に1話ずつ配信された。2018年5月にはシーズン3の製作が発表され、2019年6月5日から配信された。 2019年7月にはシーズン4の製作が発表され、2021年4月28日から配信された。2020年12月、シーズン5の製作が発表され、2022年9月14日から配信された。同年9月8日にファイナルシーズンとなるシーズン6に更新された。シーズン6の配信は当初2023年末から2024年初頭になる見込みと言われていたが、2023年5月から同年10月まで行われた2023年 全米脚本家組合ストライキ(en)、並びに同年7月から行われているSAG-AFTRA（全米俳優組合）によるストライキの影響で脚本の執筆が中断し、最終的には2025年4月8日から5月27日まで配信されることになった。なお、原作の続編にあたる『誓願』に基づいたドラマシリーズが企画中であり、アン・ダウドが引き続きリディアおばを演じる予定であり、2025年3月5日、彼女に加えてアグネス役にはチェイス・インフィニティ、デイジー役にはルーシー・ハリデイが起用されることが発表された。
日本では、2018年2月28日からHuluでシーズン1が配信され、シーズン2は2018年8月29日から、シーズン3は2019年9月13日から、シーズン4は2021年8月27日から配信され、シーズン5は2022年11月25日より配信されている。さらにWOWOWでも2019年10月4日からシーズン1から3が放送されている。
なお、ドラマシリーズではギレアドと表記されており、原作の日本語訳のギレアデとは異なっている。

## あらすじ
ほぼ現代の世界で、性感染症と環境汚染のために女性の不妊率は大幅に上昇し、出生率は異常に低下して社会の存続が危機にさらされる。アメリカ合衆国では内戦が起き、全体主義的かつキリスト教原理主義勢力がクーデターを起こしてギレアド共和国を成立させる。権力志向の強い指導者たちは軍国主義と身分主義に基づく社会を作りあげ、女性たちは職に就くことも財産所有も金銭授受も読書も禁じられる。世界的な不妊危機に対処するため、聖書の極端な解釈により、数少ない妊娠可能な女性を強制徴募し"侍女"と呼んで専ら妊娠出産に奉仕させる。侍女は、権力者である司令官の家に配属され、個人の名前を奪われ、司令官の所有物として「オブフレッド」(司令官のファーストネームが"フレッド”の場合)などと名を付けられる。儀式的なレイプを受けて子をもうけるよう努めさせられるが、生まれた子は奪われて司令官夫婦の子となる。 社会は身分制に縛られ、自由は制限され義務が強制される。侍女たちは赤い衣装を強制され、家事を行う"女中"(マルタ)たちは緑の衣装、"妻"たちは青の衣装を着る。"おば"は女性たちを訓練し、"目"は人々を監視し、"ハンター"は国を逃げようとする人々を狩り、"イゼベル"は娼婦であり、"守護者"達は武装してあらゆる階層の人間たちを見張る。街中には規則を破った男女たちの死体がぶら下げられる。
ギレアドでは科学技術は厳しく利用を制限されているが、"ハンター"らはドローンを駆使して逃亡者を追う。一方隣国のカナダは自由な社会を維持しており、ギレアドから逃げる人々の亡命先となっている。アメリカ合衆国の相当部分を引き継いだギレアドはいまだに強国であり、他国は嫌悪と懐疑の目を向けながらも外交関係を維持している。ギレアドとは別にアメリカ政府も存在しており、カナダには政府代表も置いている。

### シーズン1のあらすじ
ジューン・オズボーンの侍女オブフレッドとして生活、ニックとの関係と妊娠が描かれる。
ジューン・オズボーンはギレアドの司令官フレッド・ウォーターフォードとその妻のセリーナ・ジョイの家に配属され、フレッドの子を身ごもるための儀式を強制される。厳しい規則に縛られ日常的な精査を受け、不適切な言動は厳しい処罰を招く。ジューンは主人の名に従ってオブフレッドと呼ばれる。オブフレッドはかつて結婚して娘ハンナをもうけたが引き離されている。今は規則に従って生き、いつの日か自由になって夫と娘に再会することを夢見る。フレッドは、自分たちが作った社会の現実に違和感を覚えて苦悩し、オブフレッドと過ごす時に安らぎを見出す。オブフレッドは夫のルークがカナダで生きていることを知り、密かにレジスタンス運動に加わり、運転手のニックと寝て妊娠する。オブフレッドは反抗した仲間の侍女の処刑を拒否して捕らえられる。オブフレッドの夫ルークと親友のモイラはカナダへ逃げて再会する。

### シーズン2のあらすじ
ジューン(オブフレッド)の出産と娘ニコールのカナダ行が描かれる。
オブフレッドはニックの助けで逃亡するが捕まってウォーターフォード家に連れ戻され、出産に備える。エミリーとジャニーンら反抗した女性たちは"不完全女性"の入れられるキャンプで強制労働をさせられる。侍女による爆弾テロで多数の司令官と侍女たちが死に、エミリーとジャニーンはキャンプから連れ戻されて再び侍女となる。フレッドが負傷し休養している間、セリーナはジューンと協力して夫の仕事を代行する。ルークとモイラはカナダで共に暮らし、外交交渉でやってきたウォーターフォード夫妻に抗議運動を起こす。オブフレッドはハンナに再会したのち、出産した娘ニコールと引き離されるが、授乳のために再びウォーターフォード家に戻る。ニックの若い妻イーデンは、不倫の罪で処刑される。衝撃を受けたセリーナは女性の権利拡大を訴えて小指を切り取られる罰を受ける。女中たちのネットワークとニックの助けでオブフレッドはギレアドから逃げようとし、セリーナが見逃す。だがオブフレッドは、リディアを刺して逃走中のエミリーにニコールを託して、ハンナのいるギレアドに留まる。

### シーズン3のあらすじ
ジューンと、ギレアドの理念を作ったローレンス司令官の出会い、セリーナの夫に対する裏切りが描かれる。
エミリーはカナダに入り、ニコールをルークとモイラに渡す。オブフレッド(ジューン)はローレンス司令官の家に配属され、オブジョセフと呼ばれることになる。病気の妻を抱え、妊娠の儀式から遠ざかっていたローレンスの窮地を救い、その助けを得る。さらに女中たちのレジスタンスのグループと協力して、多数の子供たちをカナダに出国させる。ウィンスロー司令官にレイプされそうになり、殺してしまう。ウォーターフォード夫妻はニコールをカナダから取り戻そうとする。セリーナはニコールと時間を過ごすためにカナダに入り、夫を裏切って逮捕させる。

### シーズン4のあらすじ
ジューンら侍女たちの逃亡生活とカナダへの亡命、フレッドへの復讐が描かれる。
ジューンら侍女たちは若い司令官夫人エスターの農場に隠れる。ジューンは複数の司令官を毒殺するも逮捕され、ハンナに害を加えると脅されて侍女たちの新たな隠れ場所を吐く。流刑地に送られる途中、ジャニーンと共に脱走する。レジスタンスとギレアドの戦闘地域であるシカゴに来てジャニーンとはぐれ、人道活動中のモイラと再会してカナダに逃げてルークやニコールに再会する。ウォーターフォード夫妻はカナダで訴追されそうになる。セリーナは妊娠する。ギレアドに帰っても冷たい扱いを受けることを知ったフレッドは免責を得るためにギレアドの内部情報を漏らす。ギレアドはフレッドを危険視し、逮捕したレジスタンス22人との交換を求め、ジューンらはニックの助けでフレッドを殺す。エスターは侍女に落とされ、ジャニーンとともにリディアおばのもとに送られる。

### シーズン5のあらすじ
主にカナダを舞台とし、ジューンとセリーナの関係の変化が描かれる。カナダでもギレアドを支持する勢力およびギレアドからの難民に反対する勢力が力を増し、次第に安全ではなくなる。
妊娠したセリーナはフレッドの葬儀のために戻ったギレアドにとどまることを願うが、持て余されてカナダに再び送られ、ギレアドの情報センターを開設するよう命じられる。ジューンはセリーナをつけ狙うも殺すことを思いとどまる。セリーナはギレアド支持者のカナダ人であるウィーラー夫妻に監禁されるも逃げ、ウィーラーの私兵に捕らえられたジューンを解放し、人里離れた納屋でジューンの助けで息子を出産する。セリーナはカナダ移民局に逮捕されて子と引き離される。ローレンスとジューンの計らいでウィーラー家に戻り、侍女のごとき立場に耐えたのち子を連れて脱走する。
ギレアドでは、ニックが上級司令官の娘ローズと結婚して司令官となり、ローズは妊娠する。エスターは侍女となり、配属される予定のパットナム司令官にレイプされて妊娠し、ローレンスが告発してパットナムは処刑される。ギレアドの現状に不満なローレンスは、ニックの協力のもとに、一定の自由を与えて亡命者の帰還を促進する「新ベツレヘム計画」を進めて、結婚させられる予定の娘ハンナと共に暮らせるとジューンを誘うが、ルークは反対する。アメリカ合衆国はハンナら子供たちを救出する作戦を実行するも失敗する。リディアおばは次第にジャニーンに愛着を覚え、アンジェラを連れてパットナム夫人が再婚するローレンスの家の侍女にしようとする。だがジャニーンは夫人に逆らい、"目"に連行される。
ギレアドが糸を引いてジューンが襲われ、ルークが相手を殺してしまう。ニックは重傷を負ったジューンを見舞い、ローレンスの仕業と疑って殴り逮捕され、妻には去られる。ジューンとルークはトゥエロの計らいでカナダから逃亡しようとするが、ルークは逮捕され一人残る。西へ向かう列車の中で、ジューンは子を連れたセリーナに再会する。

## キャスト

### メイン
- ジューン・オズボーン / オブフレッド / オブジョセフ
  - 演 - エリザベス・モス、日本語吹替 - 本名陽子
  - 夫と娘と引き離され[16]"侍女"としてウォーターフォード家に仕える主人公。後にレジスタンス運動のシンボルとなり、カナダに亡命する。
- フレッド・ウォーターフォード
  - 演 - ジョセフ・ファインズ、日本語吹替 - 咲野俊介
  - 司令官。ギレアド共和国の高官。S4でジューン達によって殺害される。（S1-S4）
- セリーナ・ジョイ・ウォーターフォード
  - 演 - イヴォンヌ・ストラホフスキー、日本語吹替 - 園崎未恵
  - フレッドの妻。
- エミリー / オブグレン
  - 演 - アレクシス・ブレデル、日本語吹替 - 鷄冠井美智子
  - オブフレッドの買い物のパートナーの"侍女"、同性愛者。2022年6月、ブレデルが映画『Sisterhood of the Traveling Pants 3』（原題）の出演・制作に専念する為、同番組を降板。（S1-S4）
- ジャニーン / オブウォレン / オブダニエル
  - 演 - マデリーン・ブルーワー、日本語吹替 - 清水理沙
  - 訓練センターでのジューンの友人の"侍女"、罰として片目を奪われる。
- リディア
  - 演 - アン・ダウド、日本語吹替 - 片岡富枝
  - 侍女の訓練担当の"おば"。
- ルーク・バンコール
  - 演 - O・T・ファグベンル（英語版）、日本語吹替 - 東地宏樹
  - ジューンの夫。早くにカナダに亡命する。
- ニック・ブレイン
  - 演 - マックス・ミンゲラ、日本語吹替 - 木村昴
  - フレッドの運転手にして監視役の"目"。のちに司令官。
- モイラ
  - 演 - サミラ・ワイリー（英語版）、日本語吹替 - 藤田奈央
  - ジューンの学生時代からの友人、のちにイゼベル（娼婦）。早くにカナダに亡命する。
- リタ
  - 演 - アマンダ・ブリューゲル（英語版）、日本語吹替 - 土井真理
  - ウォーターフォード家で家事を担当する女中。ジューンの助けでカナダに亡命する。
- ジョセフ・ローレンス
  - 演 - ブラッドリー・ウィットフォード、日本語吹替 - 村治学
  - ギレアドを設立した司令官。当初の理念からの逸脱に不満を抱える。S5でニックに襲撃される。
- マーク・トゥエロ
  - 演 - サム・ジェーガー
  - カナダにおけるアメリカ政府代表。

### リカーリング
- アルマ / オブロバート
  - 演 - ニナ・キリ
  - 訓練センターでジューンが会った"侍女"。
- イーデン
  - 演 - シドニー・スウィーニー、日本語吹替 - 川井田夏海
  - ニックの妻となる若い娘。後に不倫の罪で処刑。
- 二番目のオブグレン
  - 演 - Tattiawna Jones
- ウォレン・パットナム
  - 演 - Stephen Kunken
  - ジャニーンを侍女とする上級司令官。後に肉欲の罪で処刑。
- ナオミ・パットナム
  - 演 - Ever Carradine
  - ウォレンの妻。
- ホリー・マドックス
  - 演 - チェリー・ジョーンズ
  - ジューンの母。(S2-S3)
- ベス
  - 演 - Kristen Gutoskie
  - 売春宿「イゼベルの店」でニックと取引をする女中、後にローレンス家の女中。
- エレノア・ローレンス
  - 演 - Julie Dretzin
  - ジョセフの妻。 後に自殺。(S2-S3)
- シルヴィア
  - 演 - クレア・デュヴァル
  - エミリーの同性の妻。(S2-S3)
- オブマシュー
  - 演 - Ashleigh LaThrop
  - ギレアドに忠実で三人の子をなした侍女。 (S3)
- マシュー・カルホーン
  - 演 - Jonathan Watton
  - 司令官。 (S3)
- ジョージ・ウィンスロー
  - 演 - クリストファー・メローニ
  - ワシントンの上級司令官。(S3)
- エリザベス・ウィンスロー
  - 演 - エリザベス・リーサー
  - ジョージの妻。(S3)
- エスター・キーズ
  - 演 - マッケナ・グレイス
  - キーズ司令官の若妻。ジューンらを助けた罪で侍女に格下げとなる。(S4-S5)
- スティーブン
  - 演 - Omar Maskati
  - シカゴのレジスタンスの指導者。(S4)
- ローズ
  - 演 - Carey Cox
  - 上級司令官の娘でニックの後妻。(S5)
- マッケンジー司令官
  - 演 - ジェイソン・バトラー・ハーナー
  - ハンナの養父。(S5)
- エズラ・ショー
  - 演 - ロッシフ・サザーランド
  - ギレアドから派遣されたセリーナの護衛だが、彼女に殺害される。(S5)
- アラニス・ウィーラー
  - 演 - Genevieve Angelson
  - トロント在住のギレアドを支持する有力者。(S5)
- ライアン・ウィーラー
  - 演 - Lucas Neff
  - トロント在住のギレアドを支持する有力者。アラニスの夫。(S5)

## エピソード
| シーズン | シーズン | 話数 | 話数 | 放送期間      | 放送期間      |
| シーズン | シーズン | 話数 | 話数 | 初回放送      | 最終回放送    |
| -------- | -------- | ---- | ---- | ------------- | ------------- |
|          | 1        | 10   | 10   | 2017年4月26日 | 2017年6月14日 |
|          | 2        | 13   | 13   | 2018年4月25日 | 2018年7月11日 |
|          | 3        | 13   | 13   | 2019年6月5日  | 2019年8月14日 |
|          | 4        | 10   | 10   | 2021年4月27日 | 2021年6月19日 |
|          | 5        | 10   | 10   | 2022年9月14日 | 2022年11月9日 |

### シーズン1のエピソード
| 通算 話数 | シーズン 話数 | タイトル                                         | 監督              | Teleplay by          | 公開日        |
| --- | ------------- | ------------------------------------------------ | ----------------- | -------------------- | ------------- |
| 1 | 1             | "オブフレッド" "Offred"                          | Reed Morano       | Bruce Miller         | 2017年4月26日 |
| フラッシュバックで、ジューンは夫と娘と共に逃げようとするが捕まり、家族から引き離される。ジューンは侍女の訓練センターで友人のモイラに出会い、ジャニーンは罰としてリディアに片目を潰される。 現在、ジューンは司令官フレッド・ウォーターフォード家の侍女オブフレッドとなっている。オブフレッドは侍女仲間のオブグレンと一緒に歩き、絞首刑にされた男たちを見かける。現在、フレッドは妻の膝の間に横たわるオブフレッドと子作りの儀式を行う。オブグレンはかつて自分に同性の妻と息子がいたと言い、家の中のスパイである"目"に用心しろという。オブフレッドは自分の名前のジューンをオブグレンに明かす。 |               |                                                  |                   |                      |               |
| 2 | 2             | "出産の日" "Birth Day"                           | Reed Morano       | Bruce Miller         | 2017年4月26日 |
| フラッシュバックで、既に出産が稀であった頃にジューンはハナを産むが、女にハナを誘拐されそうになる。 オブフレッドとオブグレンは連れ立って街を歩く。オブグレンはレジスタンス"メーデー"の一員であると明かしオブフレッドを誘う。 運転手のニックが、規則に反してフレッドが夜オブフレッドに会いたいと言う。オブフレッドと他の侍女たちはオブウォレン(ジャニーン)の出産を見守る。夜、オブフレッドはフレッドの部屋に行き、二人はスクラブルで遊ぶ。翌日、オブフレッドはオブグレンにフレッドのことを語ろうとするが、別の女が現れオブグレンと名乗る。 |               |                                                  |                   |                      |               |
| 3 | 3             | "期待" "Late"                                    | Reed Morano       | Bruce Miller         | 2017年4月26日 |
| フラッシュバックで、ギレアド共和国の始まりが描かれる。ジューンら女性たちは突然に解雇され、銀行口座は凍結されて財産を持つことを禁じられる。ジューンとモイラは女性の権利を奪った法律に反対するデモに参加し、銃撃と爆弾に曝される。 現在、セリーナはオブフレッドを連れてオブウォレンの子を見に行く。ウォーターフォード家に帰ると、オブフレッドは"目"と"おば"リディアにオブグレンのことで尋問され、オブグレンの同性愛を告白する。リディアはオブフレッドに電撃を与えるが、オブフレッドが妊娠していると信じるセリーナが止める。だがオブフレッドが妊娠してないことを知ったセリーナは怒り、彼女を部屋に監禁する。形式的な裁判の結果、妊娠可能であるオブグレンは"性の反逆罪"で割礼を強制され、恋人の女中は目の前で絞首刑に処される。 |               |                                                  |                   |                      |               |
| 4 | 4             | "メッセージ" "Nolite Te Bastardes Carborundorum" | Mike Barker       | Leila Gerstein       | 2017年5月3日  |
| フラッシュバックで、訓練センターで"おば"リディアが、妻の脚の間に侍女が横たわる授精の儀式を教える。ジューンとモイラは"おば"エリザベスを襲って逃げ、モイラはボストンに向かう列車に乗るがジューンは残されて鞭打ちの罰を受ける。 月に一度の授精の儀式の日、オブフレッドは診察を受ける。医師はフレッドが無精なのだろうと推測し、授精してやろうと申し出るが、オブフレッドは断る。夜、フレッドはうまく儀式をこなせないが、その後、二人はスクラブルをする。オブフレッドが前任のオブフレッドのことを尋ねると、自殺したと答えられる。フレッドがオブフレッドを監禁から解放する。 |               |                                                  |                   |                      |               |
| 5 | 5             | "忠誠" "Faithful"                                | Mike Barker       | Dorothy Fortenberry  | 2017年5月10日 |
| フラッシュバックでジューンとルークの出会いが描かれる。 現在、フレッドに子種がないことを恐れたセリーナの見守る中、オブフレッドはニックと義務的なセックスをする。食料品店でオブフレッドは、オブスティーブンと改名したオブグレンに再会する。セックスの儀式の間、フレッドはオブフレッドの太ももを愛撫する。二人だけになった時、フレッドはオブグレンに医療措置を施したと言う。自分たちが作ったより良い世界が、すべての人にとって良い世界とは限らないと認める。ニックは自分がスパイの"目"であるとオブフレッドに告白する。市場でオブフレッドがオブスティーブンに"メーデー"のことを尋ねると、オブスティーブンは突然車を奪って乗り回し、警備兵を轢いたのちに捕えられて連れ去られる。オブフレッドはニックを訪ね、二人は激しいセックスをする。 |               |                                                  |                   |                      |               |
| 6 | 6             | "女の領域" "A Woman's Place"                     | Floria Sigismondi | Wendy Straker Hauser | 2017年5月17日 |
| フラッシュバックで、保守活動家だったセリーナはギレアド創立に積極的に貢献する。だが革命の成功後は他の女性と同じようにその役割は軽視される。セリーナの著書も捨てられる。 メキシコの通商代表団がフレッドの家を訪れる。周囲の目の中で現在の境遇を訪ねられたオブフレッドは、幸せだと嘘をつかざるを得ない。フレッドと二人きりになり、求められてキスをする。後に、やはり出生率の低下に悩むメキシコは、ギレアドから侍女の輸入を考えていると、他の侍女にささやかれる。オブフレッドはメキシコの外交官に密かに会い、自らの苦境を訴える。他の外交官から、夫のルークは生きており、メッセージを届けてやると言われる。 |               |                                                  |                   |                      |               |
| 7 | 7             | "向こう側" "The Other Side"                      | Floria Sigismondi | Lynn Renee Maxcy     | 2017年5月24日 |
| フラッシュバックで、ジューンの夫ルークが妻子と逃げようとした日からの行動が描かれる。ルークは妻子と離れ離れになり、"守護者"の追手に撃たれて怪我をし、途中で逃げ出す。逃亡者のグループに拾われて傷の手当てを受ける。妻子を探しにボストンに戻ろうとするが、処刑された死骸を見て翻意しカナダに逃げる。 3年後、ルークはカナダのリトル・アメリカに住み、ジューンからの手紙を受け取る。 |               |                                                  |                   |                      |               |
| 8 | 8             | "イゼベルの店" "Jezebel's"                       | Kate Dennis       | Kira Snyder          | 2017年5月31日 |
| フレッドはオブフレッドに化粧を施しドレスを着せ、ニックの運転でボストン市内の秘密の売春宿「イゼベルの店」に連れていく。オブフレッドはモイラに出くわし語り合う。ニックはその間に禁制品を取引する。フラッシュバックで、ニックがギレアドに加わり、スパイである"目"となった経緯が描かれる。前のオブフレッドは、フレッドの行動が原因で自殺したことがわかる。翌日、ニックはオブフレッドとの関係を終わらせる。 |               |                                                  |                   |                      |               |
| 9 | 9             | "橋" "The Bridge"                                | Kate Dennis       | Eric Tuchman         | 2017年6月7日  |
| オブウォレン(ジャニーン)は娘をパットナムとその妻に引き渡し、別の家庭に移されて名をオブダニエルと変えられる。オブダニエルは新家庭での最初の性の儀式を途中で拒否する。マーケットでは、訓練センターで一緒だった侍女のアルマがオブフレッドに、レジスタンスのためにイゼベルの店のバーで働くレイチェルから荷物を受け取るよう依頼する。その夜、オブフレッドはフレッドを誘ってイゼベルの店に連れて行くよう仕向ける。フレッドとオブフレッドがセックスをしたのち、ウォーターフレッドはオブフレッドとかつて性的関係にあったと信じるモイラを呼び入れる。オブフレッドは荷物を受け取るようモイラに頼むが、危険すぎると拒否される。翌朝、オブフレッドが橋に連れていかれると、オブダニエルが娘を連れて橋から飛び降りるとパットナム夫妻やリディアを脅している。オブダニエルはパットナムが自分のために妻を捨てると約束したと叫ぶ。オブフレッドはオブダニエルを説得して娘を受け取るが、オブダニエルは橋から飛び降りて昏睡状態となる。パットナムは連行される。セリーナがパットナム夫人を慰めると、夫人はかつてセリーナが夫を疑うようになった最初のオブフレッドのことを思い出させる。マーケットでは、肉屋がモイラから託された荷物をオブフレッドに渡す。イゼベルの店では、モイラが客を殺して服と車を奪い逃げ出す。 |               |                                                  |                   |                      |               |
| 10 | 10            | "夜" "Night"                                     | Kari Skogland     | Bruce Miller         | 2017年6月14日 |
| フラッシュバックで、ジューンは捕えられて訓練センターに連れ戻され、リディアに折檻される。 オブフレッドが夫と売春宿に行ったことを知ったセリーナは、オブフレッドに妊娠テストを受けさせて陽性となる。セリーナは夫を責め、彼の子ではないと告げる。セリーナはオブフレッドに娘のハナを見せる。娘の安全を願うなら、無事に出産しろと脅す。フレッドはパットナムの裁判に出て情状酌量を求めるが、被告の妻は厳罰を望み、夫の左腕は肘から先を切断される。売春宿から送られた荷物には、ギレアド共和国により家族を失い奴隷化された女性達の手紙が入っている。リディアはオブダニエル/ジャニーンの石打ちの刑のために侍女たちを招集する。二人目のオブグレンは抗議して警備兵に殴り倒される。オブフレッドは石を投げずに捨てて、他の全ての侍女たちも続く。警備兵は侍女たちを殺そうとするが、リディアが止める。オブフレッドは黒いバンに連行されるが、その前に家の女中のリタに手紙の隠し場所をささやく。モイラはカナダに逃げてルークと再会する。 |               |                                                  |                   |                      |               |

### シーズン2のエピソード
| 通算 話数 | シーズン 話数 | タイトル                         | 監督           | Teleplay by                | 公開日        |
| --- | ------------- | -------------------------------- | -------------- | -------------------------- | ------------- |
| 11 | 1             | "ジューン" "June"                | Mike Barker    | Bruce Miller               | 2018年4月25日 |
| オブフレッドと他の侍女たちはフェンウェイ・パークに集められ、模擬絞首刑で脅される。リディアは妊娠しているオブフレッドを罰から解放し、妊娠中ながら反抗ゆえに鎖につながれたオブワイアットの姿を見せる。オブフレッドと他の侍女たちの前で、オブロバートの手をコンロで焼いてみせる。オブフレッドはセリーナとフレッドの立会いの下で診察を受ける。後に、ブーツの中に鍵を見つけて脱走し、病院の地下でトラックに乗る。隠れ家まで連れて行かれてニックに再会する。ニックの求めでオブフレッドは侍女の服を焼いて髪を切り、耳のタグを切り取って自由なジューンであると宣言する。 フラッシュバックで、ハンナが学校で熱を出して病院に運ばれる。病院でジューンは親としての資格を問われる。ワシントンで議会議事堂とホワイトハウスが攻撃されたニュースが流れる。 |               |                                  |                |                            |               |
| 12 | 2             | "不完全女性" "Unwomen"           | Mike Barker    | Bruce Miller               | 2018年4月25日 |
| ジューンは次の隠れ家のボストン・グローブ社に連れて来られ、処刑の跡を見る。ニックがやって来て、数週間は隠れなければならないという。動揺したジューンに車の鍵と銃をわたすがジューンは留まることにし、二人は愛を交わす。反抗した侍女たちは"不完全女性"と呼ばれてコロニーに連れてこられ、放射能で汚染された土地を掘り返すことを強制される。不完全女性達は次々と病気になる。その中のエミリー(オブグレンのちにオブスティーブン)は、肉欲の罪によってコロニーに送られてきた元司令官夫人のオコーナーを毒殺し、夫によるレイプを手助けしたとののしる。ジャニーン(オブウォレンのちにオブダニエル)もコロニーに送られてくる。 フラッシュバックで、ワシントン襲撃後に大学教授であったエミリーは同性愛者ゆえに上司から注意喚起される。だが上司もまた同性愛者ゆえに処刑される。エミリーは妻子とともに出国しようとするが、結婚証明書が無効にされたために出国できず一人残される。 |               |                                  |                |                            |               |
| 13 | 3             | "配達" "Baggage"                 | Kari Skogland  | Dorothy Fortenberry        | 2018年5月2日  |
| ジューンは別の隠れ家に移されてオマーに会う。オマーはテキストを見てジューンを置き去りにしようとするが、ジューンは無理強いしてオマーの家に行く。オマーの家族は教会に行って戻らず、ジューンは隠されたクルアーンを見つける。ジューンはオマーの妻の"便利妻"の衣装を着て家を出て列車に乗り、娘と引き離された森に来る。オマーに聞かされた場所から飛行機に乗るが、攻撃されてジューンは守護者に捕えられる。カナダのリトル・アメリカでは、モイラがかつて守護者だった記憶に苦しむ新入りを迎え入れ、ルークとエリンの待つ家に帰る。 フラッシュバックで、ジューンは女性活動家だった母のホリーのことを思い出す。娘が活動家にならずにルークと結婚し出版社に勤めると知ったホリーは動揺する。侍女の訓練センターにいた頃、ジューンはホリーが農場で働かされている写真を見る。 |               |                                  |                |                            |               |
| 14 | 4             | "愛人" "Other Women"             | Kari Skogland  | Yahlin Chang               | 2018年5月9日  |
| ジューンは捕らえられて鎖でベッドに繋がれる。リディアは、従順にすればオブフレッドとしてウォーターフォード家に戻れると言い、ジューンは従う。フレッドはオブフレッドの逃亡を誘拐と見なして受け入れるが、セリーナは冷たく当たる。リタは見つけた侍女達の手紙をオブフレッドに返す。ウォーターフォード家ではベビーシャワーが催される。アルマはオブウォレンを石打ちの刑から救おうとしたオブグレンの舌が切り取られ、メイデイは沈黙したという。リディアは絞首刑となったオマーをオブフレッドに見せ、妻のヘザーは侍女にされ、息子のアダムは別の家庭に引き取られたと教える。オブフレッドは自分が侍女となることになった過去の行動を振り返って従順となり、ニックに対しても堅苦しい態度を見せる。 フラッシュバックで、当時ルークの別居中の妻であったアニーは夫にもう会わないようジューンに迫る。数年後、アニーはルークとジューンとハンナを見かける。 |               |                                  |                |                            |               |
| 15 | 5             | "種" "Seeds"                     | Mike Barker    | Kira Snyder                | 2018年5月16日 |
| オブフレッドは出血を秘密にする。ニックはオブフレッドの精神状態を気にかけてセリーナに訴える。フレッドはニックの転属をプライス司令官に願い、ニックはを集団結婚式で見知らぬ女イーデンと結婚させられる。ニックは雨の中で倒れたオブフレッドを見つけ、病院に運ぶが、子供は大丈夫だと診断される。オブフレッドはギレアドを脱出すると胎児に約束する。コロニーでは、ジャニーンが病気の女と同性の相手の結婚式を元ラビが挙げるよう取りはからう。エミリーはジャニーンがギレアドに迎合していると責める。 |               |                                  |                |                            |               |
| 16 | 6             | "流された血" "First Blood"       | Mike Barker    | Eric Tuchman               | 2018年5月23日 |
| オブフレッドはウォーターフォード家に戻り、セリーナはオブフレッドに快適な寝室と育児部屋を与える。オブフレッドはハンナに会いたいと言い、セリーナを怒らせる。イーデンは、ニックが自分とセックスをしないために同性愛者だと疑っているともらし、オブフレッドに注意されたニックはイーデンと儀式的なセックスをする。フレッドは密かにオブフレッドを訪ねてハンナの写真を渡す。ニックはプライス司令官に転属を願う。二番目のオブグレンが、フレッドが再建に尽力した"ラケルとレアのセンター"の開館式で爆破事件を起こす。フラッシュバックで、著書を宣伝するセリーナは反対派に非難されて銃撃され、フレッドは容疑者を罰する。 |               |                                  |                |                            |               |
| 17 | 7             | "その後" "After"                 | Kari Skogland  | Lynn Renee Maxcy           | 2018年5月30日 |
| 侍女たちは仲間の犠牲者を弔う。プライスを含む多くの司令官も犠牲となり、フレッドは重傷を負う。クッシング司令官は治安を強化し、オブフレッドを尋問するが誘拐されたという話は信じない。セリーナはウォーターフォード家が捜査対象になったことに怒り、逮捕状を偽造してクッシングを逮捕させる。侍女の不足を補うために、コロニーからジャニーンとエミリーを含む侍女達が連れ戻され、二人はオブフレッドに再会する。オブフレッドは他の侍女に自分の真の名前ジューンを伝え、この行動は侍女たちの間に広がる。セリーナはオブフレッドの助けを得て夫の仕事を密かに代行する。リトル・アメリカでは、モイラは婚約者オデットの死を知る。フラッシュバックで、モイラは代理母を務め、医師のオデットに出会う。 |               |                                  |                |                            |               |
| 18 | 8             | "女たちの仕事" "Women's Work"    | Kari Skogland  | Nina Fiore & John Herrera  | 2018年6月6日  |
| フレッドが退院し、セリーナとオブフレッドの秘密の代行は終わる。ジャニーンの産んだアンジェラが病気になり、オブフレッドの頼みでセリーナはジャニーンをアンジェラに会わせようとする。パットナム家の夫人は反対するが、夫が了解してジャニーンは娘に会う。セリーナは夫の拒否にもめげずに書類を偽造し、かつて優秀な新生児科医だった女中にアンジェラを診せる。かつての新生児科医は何も異常はないと診断する。書類の偽造を知ったフレッドは、オブフレッドの目の前でセリーナを鞭打つ。オブフレッドは深夜フレッドに謝罪に行く。イーデンはニックを喜ばせようと努め、かつてオブフレッドが持っていた侍女達の手紙を見つける。ジャニーンはアンジェラとのスキンシップをはかる。 |               |                                  |                |                            |               |
| 19 | 9             | "スマート・パワー" "Smart Power" | Jeremy Podeswa | Dorothy Fortenberry        | 2018年6月13日 |
| セリーナはオブフレッドが出産直後に家を離れることを告げる。ウォーターフォード夫妻は外交交渉のためにカナダに出向く。セリーナはカナダで女性たちが享受する自由を見て動揺するが、亡命の誘いは断る。モイラとルークは抗議運動に参加する。ニックはルークに接触してジューン(オブフレッド)が元気で妊娠していることを告げ、虐待された侍女たちの手紙を渡す。ルーク、モイラ、エリンは手紙を公開してカナダの世論に訴え、カナダ政府は外交交渉を打ち切る。フレッドは、モイラが亡命した売春婦であることに気づく。オブフレッドは自分が家を出た後に子供を守ってくれるようリタとリディアに頼む。帰国したニックはルークとモイラの近況をオブフレッドに教える。 |               |                                  |                |                            |               |
| 20 | 10            | "最後の儀式" "The Last Ceremony" | Jeremy Podeswa | Yahlin Chang               | 2018年6月20日 |
| オブフレッドに出産の兆候があったために"最後の儀式"が行われるが、出産には至らない。出産の暁には娘のハンナの側にいられるようオブフレッドはフレッドに頼む。フレッドが拒否したため、オブフレッドは生まれてくる子の父親がフレッドではない事を思い出させる。怒ったフレッドはオブフレッドをセリーナに抑えさせて、出産を促進するためにレイプする。イーデンが警備のアイザックとキスするところをニックに見られるが、ニックは気にしない。フレッドはニックに命じてオブフレッドを無人の家に連れて行かせ、現在はアグネスと呼ばれるハンナに会いに行かせる。禁じられた場所にいたとして守護者たちがニックを捕える。 |               |                                  |                |                            |               |
| 21 | 11            | "ホリー" "Holly"                 | Daina Reid     | Bruce Miller & Kira Snyder | 2018年6月27日 |
| ニックが連れ去られ、無人の家に残されたオブフレッドは車のラジオでリトル・アメリカからの放送を聞く。フレッドとセリーナはオブフレッドの隠れる家に来てオブフレッドを探すが見つからず、言い争いを始める。オブフレッドは銃を見つけて二人を撃とうとするが思いとどまる。二人が去った後、オブフレッドは車を家から出すことができず、助けを求めて空に向けて銃を撃つ。血だらけになりながら一人で出産し、母親と同じ名のホリーと呼ぶ。フラッシュバックで、オブフレッドはハンナの出産を思い出す。 |               |                                  |                |                            |               |
| 22 | 12            | "出産後" "Postpartum"            | Diana Reid     | Eric Tuchman               | 2018年7月4日  |
| 数週間後、赤子はニコールと名付けられてセリーナが世話をし、娘から引き離されたオブフレッドは搾乳する。オブフレッド母子を救出したのはニックであることがわかる。乳の出がよくないため、オブフレッドは娘に会うことを許される。オブフレッドの乳の出が改善した事を見て、リディアはフレッドを説得してオブフレッドをウォーターフォード家に戻すが、セリーナは激怒して娘に接近させない。エミリーは四組の夫婦に拒否されたのち、ギレアドとコロニーの立案者であるジョセフ・ローレンス司令官と妻のエリアノールの家に迎えられオブジョセフとなる。ジョセフはオブジョセフの過去をよく知っている。イーデンがアイザックと駆け落ちをするが捕えられる。二人は赦しを請うことを拒否し人々の前で溺死させられる。セリーナは衝撃を受け、オブフレッドに娘を抱くことを許す。 |               |                                  |                |                            |               |
| 23 | 13            | "言葉" "The Word"                | Mike Barker    | Bruce Miller               | 2018年7月11日 |
| イーデンとアイザックを通報して逮捕させたのはイーデンの父であることがわかる。ギレアドでは女性が読むことを禁じられているにも関わらず、イーデンは聖書を隠し持ち書き込みをしていたことをオブフレッドは知り、娘が読み書きを教わるようセリーナに訴える。セリーナは他の妻たちと図って司令官たちの会議に出席し、女性が聖書を読むことを許されるよう嘆願するが拒否され、罰として左手の小指を切り取られる。エミリーは、リディアを刺して階段から突き落とす。フレッドは、オブフレッドが自分の子をもうけるよう努力するなら侍女としてとどまり、ハンナに会えるよう手配してもいいと話す。通りの向こうの家が火事になり、リタは騒ぎに紛れて娘と逃げるようオブフレッドに言う。フレッドは二人を捕えようとするが、ニックが銃で脅して妨害する。セリーナは逃げる途中のオブフレッドを見つけるが見逃し、リタの仲間の女中たちがオブフレッドの逃走を助ける。ローレンス司令官によって脱出させられたエミリーとオブフレッドは再会する。最後の瞬間、オブフレッドは逃げないことにし、娘をエミリーにわたしてニコールと呼ぶよう願う。 |               |                                  |                |                            |               |

### シーズン3のエピソード
| 通算 話数 | シーズン 話数 | タイトル                           | 監督                           | 脚本                      | 公開日        |
| --- | ------------- | ---------------------------------- | ------------------------------ | ------------------------- | ------------- |
| 24 | 1             | "夜" "Night"                       | Mike Barker                    | Bruce Miller              | 2019年6月5日  |
| ジューンはローレンス司令官に頼んでハンナを育てるマッケンジー司令官家に行き、娘の顔を見て司令官夫人と話したのちに逮捕され、ウォーターフォード家に戻される。フレッドはニックとセリーナがジューンに協力したことを知るが、表向きはエミリーがニコールを誘拐したことにする。ドローンの捜索を逃れ、エミリーはニコールを抱いて川を渡りカナダで保護され、ルークとモイラに渡す。セリーナが放火してウォーターフォード屋敷は燃え落ちる。ジューンは訓練センターに連行されて罰を受けるが、エミリーとニコールが無事カナダに逃げたと知らされる。ジューンはローレンス家に派遣される。 |               |                                    |                                |                           |               |
| 25 | 2             | "マリアとマルタ" "Mary and Martha" | Mike Barker                    | Kira Snyder               | 2019年6月5日  |
| リディアがローレンス家を訪問し、オブジョセフとなったジューンに会う。ジューンは爆弾製造知識のあるアリソンやベスら女中(マルタ)たちの地下活動に加わる。撃たれた女中はローレンス家の地下室で死に、ジューンが庭に埋める。ローレンスと夫人は黙認する。エミリーはカナダで元妻に連絡を取る。 |               |                                    |                                |                           |               |
| 26 | 3             | "悪夢" "Useful"                    | Amma Asante                    | Yahlin Chang              | 2019年6月5日  |
| ジューンは力のある仲間を得るため、ローレンスのことを知ろうと努める。多くの司令官がローレンス家を訪ね、その中にはフレッドとニックも含まれる。ローレンスはジューンを車に乗せて連れ出し、シカゴでの暴動に関わったためにコロニーに送られる多数の女たちを見せて5人を女中に選ばせる。セリーナは母パメラの家に身を寄せる。ニックがジューンを訪ね、司令官としてシカゴに行くと言う。ジューンは訪ねてきたセリーナと語り合い、仲間にしようとする。ジューンはレジスタンスに向く5人を女中に選ぶ。 |               |                                    |                                |                           |               |
| 28 | 4             | "洗礼" "God Bless the Child"       | Amma Asante                    | Eric Tuchman              | 2019年6月12日 |
| フラッシュバックでハンナの洗礼が描かれる。侍女たちはパットナム家に招かれる。ジューンは落ち込むセリーナに活躍の場を与えるようフレッドに助言する。ジャニーンはアンジェラの側にいたいとパットナム夫妻に請い、リディアに激しく打ち据えられてジューンが間に入る。一人になったリディアはむせび泣く。ウォーターフォード夫妻とジューンはシカゴでの暴動鎮圧に抗議するルークとニコールの映像を見せられる。エミリーは妻のシルヴィアと息子のオリヴァーに再会する。ルークとモイラはニコールに洗礼を受けさせる。 |               |                                    |                                |                           |               |
| 29 | 5             | "不明な発信者" "Unknown Caller"    | Colin Watkinson                | Marissa Jo Cerar          | 2019年6月19日 |
| セリーナに依頼されたジューンはルークに電話をかけ、セリーナがニコールに会えるようはからう。トロントの空港でセリーナはニコールとルークに会う。セリーナはルークに、ジューンと自分がニコールをカナダに脱出させたと話す。セリーナの渡したテープを聞いたルークはニコールの真の名前がホリーでありニックが父親であることを知る。ジューンが出演させられたテレビ番組の中で、ウォーターフォード夫妻は子供を誘拐されたと訴え、カナダ政府にニコールと彼女を保護する亡命者の送還を求める。 |               |                                    |                                |                           |               |
| 29 | 6             | "D.C." "Household"                 | Dearbhla Walsh                 | Dorothy Fortenberry       | 2019年6月26日 |
| ウォーターフォード夫妻とジューンとリディアは、ワシントンのウィンスロー上級司令官邸に滞在してニコールの送還を求める映像を撮る。ウィンスロー邸の侍女たちは口をきけないように唇を輪で留められている。ジューンは司令官になってシカゴでの反乱鎮圧に向かうニックと再会する。ジューンは仲介者となるスイスの外交官と面会し、ギレアドの権力構造の情報をニックが提供する代わりにニコールの送還を止めるよう交渉する。だがニックのギレアド草創期の経歴を知ったスイス側は拒否する。ジューンはニコール送還に心変わりしたセリーナと言い争う。 |               |                                    |                                |                           |               |
| 30 | 7             | "御目の前で" "Under His Eye"       | Mike Barker                    | Nina Fiore & John Herrera | 2019年7月3日  |
| ニコールを取り戻す交渉が進む間、フレッドとセリーナは愛を確かめ合う。ジューンは女中のフランセスに、学校でハナに会うための手助けを頼む。ジューンはローレンス司令官夫人のエレノアに、ハナの学校への同行を頼む。エレノアは久しぶりの冒険を喜ぶが、二人は学校施設への立ち入りを拒否される。のちにジューンは、フランセスらの絞首刑を手伝わされ、オブマシューに密告されたことを知る。ジューンはオブマシューにつかみかかるが他の侍女によって抑えられる。エミリーとシルビアはスイスの外交官と会い、エミリーがギレアドで犯した犯罪について問われる。エミリーとモイラはギレアドと交渉するカナダの移民大臣に対する抗議に加わって逮捕される。 |               |                                    |                                |                           |               |
| 31 | 8             | "告白" "Unfit"                     | Mike Barker                    | Kira Snyder               | 2019年7月10日 |
| 侍女たちが罪を告白する儀式で、ジューンはフランセスの死を招いたと非難される。ジューンは妊娠中のオブマシューが子供を産みたくないと漏らしたことを暴露する。夜、オブアンディーが死産する。ローレンス司令官はハンナの家族がどこに引っ越したか知らないとジューンに言う。オブマシューは商店で突然に暴れ、守護者から銃を奪うが射殺される。 ギレアド革命前のリディアが回想される。教師だったリディアはシングルマザーと友人になり、その勧めで校長に言い寄るが退けられる。リディアは児童相談所に通報して子供をシングルマザーから引き離す。 |               |                                    |                                |                           |               |
| 32 | 9             | "決意" "Heroic"                    | Daina Reid                     | Lynn Renee Maxcy          | 2019年7月17日 |
| オブマシューは脳死と診断されて出産まで生命維持装置にかけられ、ジューンは罰として同じ病室に監禁されて狂気と戦う。ジューンはオブマシューを安楽死させてやろうとするが、ジャニーンに制止される。見舞いに来たセリーナを襲い手に怪我を負わされる。傷を縫った医者はジューンの勇気をほめる。オブマシューの容体が悪化し、医者たちは帝王切開を行う。ジューンは病院で、初潮を迎え子供を産みたいと言う少女ローズに会う。ジューンはオブマシューの最後を看取ることを許されて謝罪し、できるだけ多くの子供をギレアドから救うと誓う。リディアはジャニーンが醜い眼窩を隠せるようアイパッチを与える。 |               |                                    |                                |                           |               |
| 33 | 10            | "立会人" "Witness"                 | Daina Reid                     | Jacey Heldrich            | 2019年7月24日 |
| 上級司令官ジョージ・ウィンスローがボストンを訪れ、ハンドメイド達に沈黙を強いる処置の導入を図る。フレッドはローレンスを陥れるため、他の司令官やリディアとともに、性の儀式の監視のために突然ローレンス邸を訪れる。 ジューンはローレンス夫妻を説得して性の儀式を行う。ジューンは夫妻に、子供達を連れての亡命を勧め、女中のベスの協力を得る。セリーナはウィンスローについてフレッドと対立する。 |               |                                    |                                |                           |               |
| 34 | 11            | "ウソ" "Liars"                     | デニズ・ガムゼ・エルギュヴェン | Yahlin Chang              | 2019年7月31日 |
| ジューンは銃を向ける夫人からローレンスを救い、52人の子供たちを脱出させる手助けを約束させる。ジューンは女中たちのグループに会って協力を取り付け、売春宿で働く男ビリーが協力者であると聞く。ローレンスは約束を破り夫妻だけで逃げようとして失敗し、家に戻る。ジューンはローレンスの運転で売春宿に行きビリーに会うが、ウィンスロー司令官に遭遇し、レイプされそうになってウィンスローを殺す。以前ジューンが救った女中が後始末をしてジューンはローレンス家に戻る。ウォーターフォード夫妻はニコール奪還の秘密交渉のためにカナダ国境近くに行くが、国境の北側に誘い込まれ、フレッドは国際戦争犯罪人として逮捕される。 |               |                                    |                                |                           |               |
| 35 | 12            | "犠牲" "Sacrifice"                 | デニズ・ガムゼ・エルギュヴェン | Eric Tuchman              | 2019年8月7日  |
| 他の司令官たちがローレンス邸に来てウィンスロー司令官の失踪とウォーターフォード夫妻の逮捕について話し合う。ベスは子供たちを乗せる飛行機が一週間後に来るという。エレノアは子供たちをカナダに逃がす計画を漏らしてしまいそうになる。ジューンに叱責されたエレノアは薬物を過剰摂取するが、ジューンはわざと見過ごす。エレノアは死亡し葬儀が行われる。カナダでは、セリーナがニコールと過ごすためにフレッドを売ったと告白する。モイラがニコールを連れて来て、セリーナはニコールと一時間を過ごす。ルークはフレッドに会い殴りかかる。 |               |                                    |                                |                           |               |
| 36 | 13            | "メーデー" "Mayday"                | Mike Barker                    | Bruce Miller              | 2019年8月14日 |
| 一人の女中がレベッカという少女をローレンス邸に連れてくる。女中は変心してレベッカと一緒に去ろうとするが、ジューンが銃を突き付けて阻止する。女中は一人で逃げてレキシントンに向かう途中で逮捕され、ギレアドはパトロールを強化する。ローレンスは怖気づくがジューンに説得される。子供が次々とローレンス邸に集まり、ジャニーンは兵士たちが家を一つ一つ調べているとジューンに教える。ジューンらは子供を連れて空港に着く。侍女や女中たちが石を投げて兵士たちの注意をひきつけ、その隙に子供たちは飛行機に乗る。ジューンは撃たれるが、他の侍女に助けられる。カナダでは、セリーナは一旦は自由を与えられるが、ニックにジューンを犯させたと言うフレッドの告発により拘束される。子供たちを乗せた飛行機がカナダの空港に着いてルーク、モイラ、エミリーらに迎えられる。レベッカは父親に再会し、リタはジューンが子供たちを脱出させたとルークに伝える。 |               |                                    |                                |                           |               |

### シーズン4のエピソード
| 通算 話数 | シーズン 話数 | タイトル              | 監督             | 脚本                      | 公開日        |
| --- | ------------- | --------------------- | ---------------- | ------------------------- | ------------- |
| 37 | 1             | "ブタの運命" "Pigs"   | Colin Watkinson  | Bruce Miller              | 2021年4月27日 |
| 重傷を負ったジューンは他の大勢の侍女に連れられて、老齢のキーズ司令官の若妻エスターが切り回す農場に来て回復する。"メーデー"を支持するエスターは、ジャニーンの可愛がっていた豚を、侍女たちを食べさせるために屠殺して無理やりジャニーンに食べさせる。妊娠するために夫の呼んだ男たちにレイプされたことをジューンに打ち明ける。レイプした男の一人が農場に侵入し、エスターが処刑する。カナダで囚われたウォーターフォード夫妻はマルタに連れられた子供たちが到着したことを知らされる。リディアは司令官達の審問を受ける。ローレンスはニックの監督下に置かれる。ニックは司令官達を説得し、ローレンスをカナダ侵攻のコンサルタントにする。                                                  |               |                       |                  |                           |               |
| 38 | 2             | "毒" "Nightshade"     | Colin Watkinson  | Kira Snyder               | 2021年4月27日 |
| 守護者が行方不明の同僚を探して農場に来たため、ジューンは"イゼベルの店"に行き、メーデーの連絡相手に次の隠れ家を求める。店で多くの司令官を見て、ジューンは司令官達を殺しイゼベルを解放しようと決める。農場に帰ったジューンはエスターが夫に毒を盛ってきたことを知る。再び店に行き、農場に戻ると狙撃手に囲まれ、現れたニックがジューンを逮捕する。カナダでは、解放された子供がギレアドを懐かしんでモイラを困惑させる。セリーナは妊娠を知る。 |               |                       |                  |                           |               |
| 39 | 3             | "踏切" "The Crossing" | エリザベス・モス | Bruce Miller              | 2021年4月27日 |
| ニックは他の侍女たちの隠れ家を教えないと、ジューンを救えないと言う。ジューンはリディアの監督下で、隠れ家を吐くよう拷問される。ジューンが嘘を教えると、罰としてローレンス家で知っていた女中二人を目の前で処刑される。ローレンスが来て、ペンシルバニアの売春宿で6人の司令官が毒酒で死んだと明かす。隠れ家を教えないとハンナが酷い目に合うと警告する。ハンナを目にしたジューンは隠れ家を白状し、侍女たちは逮捕される。ニックがジューンに会い、ハンナは無事だと教える。リディアがジューンや侍女たちを連れてマグダラのコロニーに向かう途中、踏切で護送車が止められる。侍女たちは脱走をはかり、ジューンとジャニーンは逃げおおせるが、アルマら二人は列車にはねられ、二人は射殺される。 |               |                       |                  |                           |               |
| 40 | 4             | "ミルク" "Milk"       | Christina Choe   | Jacey Heldrich            | 2021年5月5日  |
| ジューンとジャニーンはシカゴに牛乳を運ぶ冷蔵列車に隠れる。ジューンは侍女たちの隠れ家を白状したことを告げる。二人は列車を襲撃したシカゴのレジスタンス・グループに加わるも、指導者スティーブンは保護と引き換えに口腔性交を求める。ジャニーンが承諾し、二人は衣服と食べ物を得る。ジャニーンは中絶をはかった過去を回想する。カナダでは、セリーナがリタに妊娠を伝える。リタはフレッドに会いセリーナの妊娠を教える。 |               |                       |                  |                           |               |
| 41 | 5             | "シカゴ" "Chicago"    | Christina Choe   | John Herrera & Nina Fiore | 2021年5月12日 |
| ローレンスは、ギレアドの経済危機を打開するためにシカゴなど国境付近での休戦を提案する。ニックはジューンがシカゴにいることを知る。リディアはローレンスと取引をし、情報と引き換えに再び"おば"の職務に戻る。ジューンはスティーブンの慎重さを嫌ってグループを離れ、ジャニーンも逡巡したのちに同行する。司令官会議は休戦を決めるが、発効直前にシカゴを空襲する。シカゴでNGOの人道活動中のモイラは負傷したジューンを見つけるが、ジャニーンの行方は分からない。 |               |                       |                  |                           |               |
| 42 | 6             | "誓い" "Vows"         | Richard Shepard  | Dorothy Fortenberry       | 2021年5月19日 |
| モイラはジューンを説得してカナダへ帰る船に密かに乗せるが、ギレアドとの協定により他の避難民を置き去りにする。湖上でギレアドの査察が迫り、NGOチームは協定通りジューンを引き渡すべきか意見が割れるが、最終的に偽のIDをジューンに渡して査察を切り抜ける。だがチームを率いていた、モイラのガールフレンドのウーナは二人の関係を打ち切る。ジューンはジャニーンとハナを置き去りにした罪悪感を抱きながら、カナダに着いてルークに再会する。 |               |                       |                  |                           |               |
| 43 | 7             | "家" "Home"           | Richard Shepard  | Yahlin Chang              | 2021年5月26日 |
| ジューンはカナダへの亡命を正式に請求する。ルークの家で、ジューンはエミリー、ニコールそしてリタに再会する。自由な生活を楽しむもギレアドの記憶に苦しむ。リタからセリーナの妊娠を聞く。ウーナは彼女のNGOがカナダ国外で活動する許可を取り消されたとモイラに語る。ウォーターフォード夫妻は、ジューンの証言を恐れる。夜、ジューンは拘置所にセリーナを訪ねる。セリーナは謝罪し和解しようとするが、ジューンはギレアドでの扱いを恨み拒否する。帰宅したジューンは抵抗するルークを強いてセックスをする。ジューンはセリーナを信用しないようトゥエロに警告する。 |               |                       |                  |                           |               |
| 44 | 8             | "陳述" "Testimony"    | エリザベス・モス | Kira Snyder               | 2021年6月2日  |
| ジューンは国際刑事法廷の聴聞会でウォーターフォード夫妻の罪を証言する。フレッドは侍女を生殖に使うことでギレアドは出生率の危機を乗り越えたと主張する。カナダに逃げた元侍女たちの集会で、かつてエミリーの恋人のマルタを密告して処刑に至らしめたアイリーンおばが許しを乞う。エミリーは拒否し、アイリーンは後に自殺する。ウォーターフォード夫妻は、多くのギレアド支持者たちを見て驚く。ギレアドでは、リディアおばがいらだち暴力を振るう。ローレンスがシカゴで捕らえられたジャニーンをリディアにわたす。 |               |                       |                  |                           |               |
| 45 | 9             | "進展" "Progress"     | エリザベス・モス | Eric Tuchman & Aly Monroe | 2021年6月9日  |
| ジューンとルークはハンナを取り戻そうとする。ローレンスに電話をするが進展はない。ルークの提案で、ジューンはニコールを連れ中立地帯でニックに会い、ハンナの情報を渡される。ウォーターフォード夫妻は司令官のパットナム夫妻の訪問を受ける。セリーナは、ギレアドに戻れば子を取り上げられコロニーに送られると聞かされ、フレッドはギレアドが自分の釈放には動かないと聞かされる。フレッドは司法取引をし、訴追を逃れる代わりにギレアドの内部情報を提供する約束をする。これを知ったジューンは激怒する。ギレアドでは、エスターが侍女に格下げされて訓練センターに連れてこられ、リディアの監督を受ける。食事を拒否するが、ジャニーンの説得で生き延びるために食事をとり始める。                |               |                       |                  |                           |               |
| 46 | 10            | "森" "The Wilderness" | Liz Garbus       | Bruce Miller              | 2021年6月16日 |
| ジューンはあきらめずにフレッドの厳罰を求めるも、フレッドはジュネーブに送られて免責を得る見込みとなる。ジューンとトゥエロは中立地帯でローレンスと面会し、今や危険な情報源となったフレッドと22人のレジスタンスを交換する取引をする。ジュネーブに旅立つ直前のフレッドはトゥエロに逮捕され、ローレンスに引き渡されて交換が成立する。ニックは"眼"の権限でフレッドの身柄を奪って森の中でジューンと元侍女たちに引き渡し、フレッドは殺される。帰宅したジューンの顔に付いた血を見てルークは衝撃を受ける。セリーナのもとに、フレッドの結婚指輪と薬指が送られる。 |               |                       |                  |                           |               |

### シーズン5のエピソード
| 通算 話数 | シーズン 話数 | タイトル                       | 監督                           | 脚本                      | 公開日         |
| --- | ------------- | ------------------------------ | ------------------------------ | ------------------------- | -------------- |
| 47 | 1             | "朝" "Morning"                 | エリザベス・モス               | Bruce Miller              | 2022年9月14日  |
| 翌朝、ジューンはフレッドを殺したことをルークとモイラに告白する。一緒にフレッドを殺したレジスタンスの女性たちと会い、次は自分たちの復讐を手伝うよう求められ、消極的な態度を見せて責められる。シルビアには、エミリーがリディアおばに復讐するためにギレアドへ戻ったと聞かされる。ジューンは悲嘆にくれ、ルークの反対を押し切って警察にフレッド殺しを自白するも、カナダ国外での犯罪であるために訴追を逃れる。指を送ったことで少額の罰金を科される。一方、セリーナはトゥエロからフレッドの死を聞かされる。ジューンに殺されたと推測するも、訴追は逃れると聞かされて激怒する。死体安置所の外で、フレッドのために祈りをささげる人々に迎えられる。フレッドの遺体とともにギレアドに戻りたいとトゥエロに求める。 |               |                                |                                |                           |                |
| 48 | 2             | "バレエ" "Ballet"              | エリザベス・モス               | Nina Fiore & John Herrera | 2022年9月14日  |
| トゥエロに付き添われ、身重のセリーナはフレッドの遺体とともにギレアドに帰還する。ごく小規模の葬儀しか用意されないことに怒り、ローレンスとニックが手引きをしてジューンにフレッドを殺させたとの疑いを口にして脅し、大規模な葬儀に変更させる。フレッドの弔問はパットナム家で行われ、リディアおばはパットナム家の侍女にしようと企むエスターや、ジャニーンを含む侍女たちを連れて行く。ジャニーンは我が子アンジェラに再会する。トゥエロは密かにニックと話す。エスターはパットナム家からチョコレートを盗んで毒を入れ、リディアの手先と憎むジャニーンと一緒に食べて倒れたところをリディアおばに見つけられる。カナダでは、ジューンとルークがバレエを見に行くと、フレッドの葬儀の中継がビル壁面のスクリーンが写され、二人はハンナがセリーナに花を渡す場面を見る。                                                                                         |               |                                |                                |                           |                |
| 49 | 3             | "国境" "Border"                | デイナ・ゴンザレス             | Aly Monroe                | 2022年9月21日  |
| ハンナを中継で見て驚いたジューンはモイラと共に国境未確定地帯に行き、レジスタンスの女性たちの助けを借りてニックに電話する。ニックは、再婚したことを打ち明け、ハンナはマッケンジー上級司令官の養女として妻になるための学校に通う年齢に達したと語る。リディアおばは昏睡状態のジャニーンを心配し看病する。セリーナはギレアドに残ることを望むが、上級司令官達の審議会はセリーナを大使としてカナダに戻すことに決める。 |               |                                |                                |                           |                |
| 50 | 4             | "オブフレッドへ" "Dear Offred" | デイナ・ゴンザレス             | Jacey Heldrich            | 2022年9月28日  |
| トロントでは、セリーナがカナダおよびアメリカ政府の保護と監視から解放され、ギレアドの派遣したスタッフとともに情報センター開設を準備する。オブフレッドへあてた開設式への招待状をジューンに送る。ジューンはセリーナを殺したいと願うが、ルークはカナダの法を破ることを恐れ、情報センターを建築準則違反で訴えようとする。開設の日、ギレアド支持者たちと、モイラを含む反対者たちがセンターの前で小競り合いとなる。モイラが殴られたため、ジューンは空に向けて銃を発射する。センターから離れようとするルークとジューンは、避難する途中のセリーナに出くわすが、ジューンは膨れた腹を見て撃つことを躊躇する。ギレアドでは、ジャニーンが意識を取り戻す。リディアおばは侍女を司令官の家に派遣しない改革案をローレンスに提案するも拒否される。 |               |                                |                                |                           |                |
| 51 | 5             | "まやかし" "Fairytale"         | Eva Vives                      | J. Holtham                | 2022年10月5日  |
| ジューンとルークは、ギレアドからの難民に反対するデモを見た後、ハンナが通わされる学校"プラム"の情報を持っていると言う守護者に会うために国境未確定地帯に入る。放棄されたボウリング場で夜まで待ち、再びカナダに戻る途中で、守護者が地雷を踏んでしまう。ジューンとルークは黒いトラックに乗る男たちに捕らえられる。セリーナはウィーラー夫妻の家に迎えられ、ギレアドを支持する女性たちに引き合わされる。セリーナはローレンスとパットナムに電話し、センターがギレアドではなく生殖能力を広報すべきだと提案する。ローレンスはギレアドを出た人々を呼び戻す"新ベツレヘム"計画をあたためる。 |               |                                |                                |                           |                |
| 52 | 6             | "一緒に" "Together"            | Eva Vives                      | Katherine Collins         | 2022年10月12日 |
| 国境未確定地帯では、ルークとジューンがウィーラー氏の手下の部隊に監禁される。トロントでウィーラー夫妻の家に事実上監禁されていたセリーナは、ジューンの処刑を見届けることを願い許される。ルークはジューンから引き離されて国境近くで捨てられる。ジューンに再会したセリーナは、陣痛が始まる中で護衛のエズラを撃ち、ジューンを銃で脅して一緒に車で立ち去る。ギレアドでは、フレッドの葬儀でパットナムにレイプされていたエスターの妊娠が判明する。リディアおばはローレンスにパットナムを国はすするも取り合われない。だがパットナムは密かにパットナムを肉欲の罪で最高会議に告発して処刑の許可を取り、ニックがパットナムを殺す。ニックの妻ローズの妊娠が判明する。 |               |                                |                                |                           |                |
| 53 | 7             | "誕生" "No Man’s Land"         | Natalia Leite                  | Rachel Shukert            | 2022年10月19日 |
| セリーナの陣痛が始まり、ジューンと二人で乗る車は事故を起こす。ジューンは一度は逃げようとするも、セリーナの元に戻り、人里離れた納屋で息子ノアを出産させる。セリーナは自らの生を諦めて子をジューンに託そうとする。だがジューンは熱を出したセリーナと子を連れてカナダに戻り病院に行く。解放されていたルークと病院で再会するが、ルークが呼んだ移民局が、違法に国境を超えた罪でセリーナを逮捕し、子と引き離す。フラッシュバックで、ジューンは侍女として、司令官夫人であったセリーナとともに侍女の帝王切開とその死を目撃した日のことを思い出す。 |               |                                |                                |                           |                |
| 54 | 8             | "母国" "Motherland"            | Natalia Leite                  | Yahlin Chang              | 2022年10月26日 |
| カナダでは反亡命者の運動が起き、ルークとジューンは将来を考え始める。ローレンスとニックは帰還者を隔絶した島に住まわせて一定の自由を与える「新ベツレヘム」計画を促進し、アメリカの代わりにギレアドが国連に加盟することを狙う。ローレンスはカナダに行き、もうすぐ結婚させられるハンナと暮らせるとジューンを誘うも、ルークは信用せず反対する。トゥエロらアメリカ政府はハンナの学校の場所を突き止め、軍事行動を準備する。セリーナは収容所に拘置され、息子を預かるウィーラー夫人に母乳を出して渡す。ローレンスはセリーナがウィーラー家で暮らす条件で収容所を出られるよう交渉する。セリーナは拒否するが、ジューンが耐え忍ぶよう説得し、ウィーラー家で息子ノアに再会する。 |               |                                |                                |                           |                |
| 55 | 9             | "奪還" "Allegiance"            | ブラッドリー・ウィットフォード | Eric Tuchman              | 2022年11月2日  |
| ハンナら子供たちをギレアドの"妻の学校"から救出するアメリカ合衆国の作戦は失敗する。激怒したジューンは新ベツレヘム計画への不参加をローレンスに告げる。トゥエロの求めで、ジューンはニックに会い内通者となるよう説得しようとするが、ニックから妻ローズの妊娠と、ギレアドにとどまり改善する意志を伝えられる。アメリカ軍人の追悼式では反難民の怒声が響くなか、ジューンを狙った銃撃が起こる。ローレンスは、未亡人となり地位を失ったパットナム夫人ナオミに求婚する。セリーナはノアを連れてウィーラー夫妻から逃亡する。 |               |                                |                                |                           |                |
| 56 | 10            | "安全のため" "Safe"            | エリザベス・モス               | Bruce Miller              | 2022年11月9日  |
| カナダではギレアドからの難民が相次いで殺される。ジューンも家の前で襲われ、ルークが相手を殺してしまう。ギレアドが糸を引いていることを知るニックは密かにカナダに入って病院でジューンを見舞い、アメリカ合衆国のスパイとなることを承諾する。ギレアドに戻り、パットナム未亡人の婚礼で、ローレンスの仕業と疑って殴り逮捕される。いまだジューンを愛していることを知ったローズはニックのもとを去る。リディアおばは、ジャニーンが娘アンジェラに会えるようにローレンス家の侍女とする。だがジャニーンは夫人と対立し、ジューンの襲撃のことを漏らしたローレンス家の女中とともに"目"に逮捕される。カナダでは、警察がルークの逮捕に動き、ジューンはカナダもまたギレアドのようになることを恐れ、逃亡を図る。トゥエロの勧めでバンクーバーへ向かう列車に乗ろうとするも、駅でルークは逮捕される。ジューンはニコールとともに列車に乗り、セリーナとノアに再会する。 |               |                                |                                |                           |                |

## 製作
2016年4月に『侍女の物語』のドラマ化が発表され、主演にはエリザベス・モスが起用されたことも合わせて発表となった。製作にはブルース・ミラー、ダニエル・ウィルソン、フラン・シアーズ、ウォーレン・リトルフィールドが参加している。原作者のマーガレット・アトウッドはコンサルティング・プロデューサーとして参加しているほか、シーズン1の第1話にカメオ出演している。また、モスは主演のほかにプロデューサーも務めている。10月にリード・モラーノが監督を務めることが発表され、7月にはサミラ・ウィレイ、マックス・ミンゲラ、アン・ダウドの出演が発表された。8月にジョセフ・ファインズ、マデリーン・ブルーワー、イヴォンヌ・ストラホフスキーの出演が発表され、9月にはO・T・ファグベンル、アマンダ・ブリューゲルの出演、10月にはエヴァー・キャラディーンの出演、2017年1月にはアレクシス・ブレデルの出演がそれぞれ発表された。2016年9月から2017年2月にかけてトロント、ミシサガ、ハミルトン、オークビル、ケンブリッジで撮影が行われた。3月23日に公式予告がYouTubeで公開された。

## 受賞
本シリーズは高く評価され、シーズン1はプライムタイム・エミー賞には13部門でノミネートされ、作品賞・主演女優賞・助演女優賞・監督賞・脚本賞・ゲスト女優賞・シングルカメラ部門撮影賞・現代劇およびファンタジー部門プロダクション・デザイン賞の8部門で受賞した。またゴールデングローブ賞では作品賞と主演女優賞を受賞した。
シーズン2はプライムタイム・エミー賞には20部門でノミネートされ、ゲスト女優賞、シングルカメラ部門編集賞、現代劇部門プロダクション・デザイン賞の3部門で受賞した。
シーズン3はプライムタイム・エミー賞のゲスト男優賞ドラマ部門、ゲスト女優賞ドラマ部門、現代劇部門プロダクション・デザイン賞を受賞した。